# Тилле, Анатолий Александрович
Анатолий Александрович Тилле (1 августа 1917, Петроград — 6 апреля 2006, Москва) — советский и российский учёный-правовед, доктор юридических наук, профессор.

## Биография
В 1949 г. окончил юридический факультет МГУ. Ученик профессора С. В. Юшкова. В 1951 г. защитил кандидатскую диссертацию по теме: «Советская власть в Латвии в 1917—1919 годах». В 1966 г. защитил докторскую диссертацию по теме: «Действие советского закона во времени и пространстве». Преподавал в МГУ, Московском государственном социальном университете; занимался сравнительным правоведением. С детства и до преклонных лет занимался парусным спортом.

## Публикации
- Договор перевозки грузов. [Лекция по курсу «Советское право»]. М.,1959.
- Тилле А. А., Швейцер Д. В. Рассмотрение трудовых споров в СССР. Учебное пособие по курсу «Основы советского государства и права». М., 1959.
- Никитин В. А., Тилле А. А., Швейцер Д. В. Основы советского гражданского и трудового права. (Лекции-консультации для учащихся заочных курсов повышения квалификации бухгалтеров и главных бухгалтеров совхозов). М., 1963.
- Время, пространство, закон. Действие советского закона во времени и пространстве. М., 1965.
- Действие советского закона во времени и в пространстве. (Вопросы теории и практики советского законодательства и применения законов). Автореферат диссертации на соискание учёной степени доктора юридических наук. М., 1966.
- Блум М. И., Тилле А. А., Швейцер, Д. В. Обратная сила закона. Действие советского уголовного закона во времени. М., 1969.
- Тилле А. А., Швеков Г. В. Сравнительный метод в юридических дисциплинах. М., 1973.
- Социалистическое сравнительное правоведение. М., 1975[2][3][4].
- Тилле А. А., Швеков Г. В. Сравнительный метод в юридических дисциплинах. 2-е издание, дополненное и исправленное. М., 1978[5].
- Швеков Г. В., Тилле, А. А. Вступление в силу нормативных актов. Учеб. пособие — 1980.
- Хозяйственное право. Учеб. пособие / Тилле А. А.; Всесоюз. заоч. фин.-экон. ин-т М.: ВЗФЭИ, 1989.
- Право абсурда. Социалистическое феодальное право / Анатолий Тилле М.: МП «КОНТ», 1992.
- TILLE, ANATOLII. (1995) Kak mi ugodili v propast'. Sovestkaia Rossiia 255, June 26[6].
- Занимательная юриспруденция / / Анатолий Тилле М.: Галарт, 2000.
- Великая криминальная революция в России. Мафия у власти = Great criminal revolution in Russia. Mafia on power / А. Тилле Great criminal revolution in Russia. Mafia on power [North Charleston, (SC)]: Booksurge LLC., 2003.
- Советский социалистический феодализм, 1917—1990 / Анатолий Тилле М.: Пробел-2000, 2005.
- VIP герои российской политики : памфлеты / А. Тилле М.: Пробел-2000, 2005.
- Бандитский? Да! Капитализм? Нет! / Анатолий Тилле Москва: Пробел-2000, 2006.

## Семья
- Жена: Инна Левштейн.
  - Дочь Алиса — адвокат, работает в адвокатском бюро Г. П. Падвы, а также ведущая телепередачи «Дела Судебные. Битва за будущее».